# Хьютетелько
Хьютете́лько (исп. Xiutetelco) — муниципалитет в Мексике, входит в штат Пуэбла. Административный центр — Сан-Хуан-Хьютетелько.
Население — 37 910 человек (2010 год).

## История
Муниципалитет был образован в 1895 году.